# Łopuszna

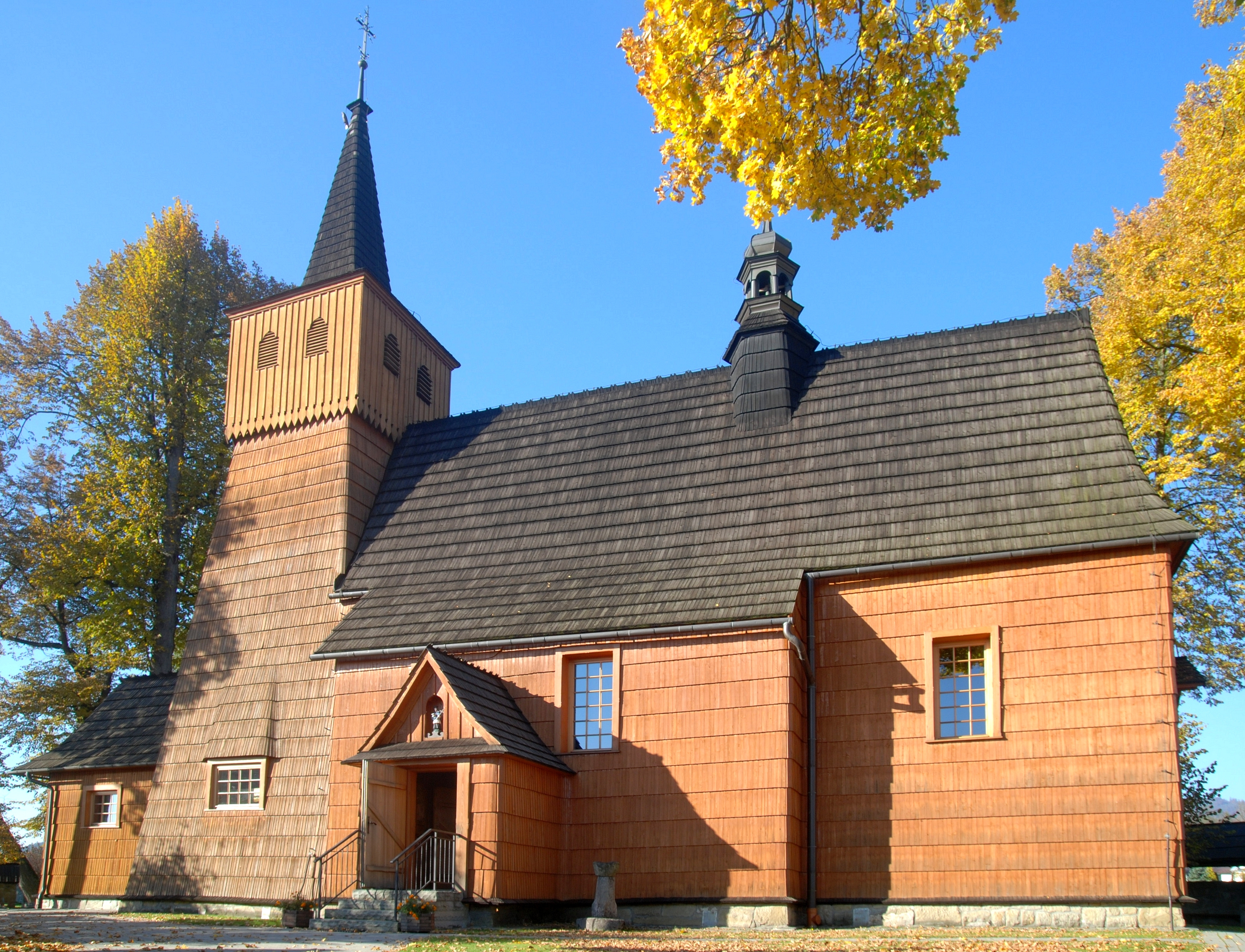
Kościół w Łopusznej

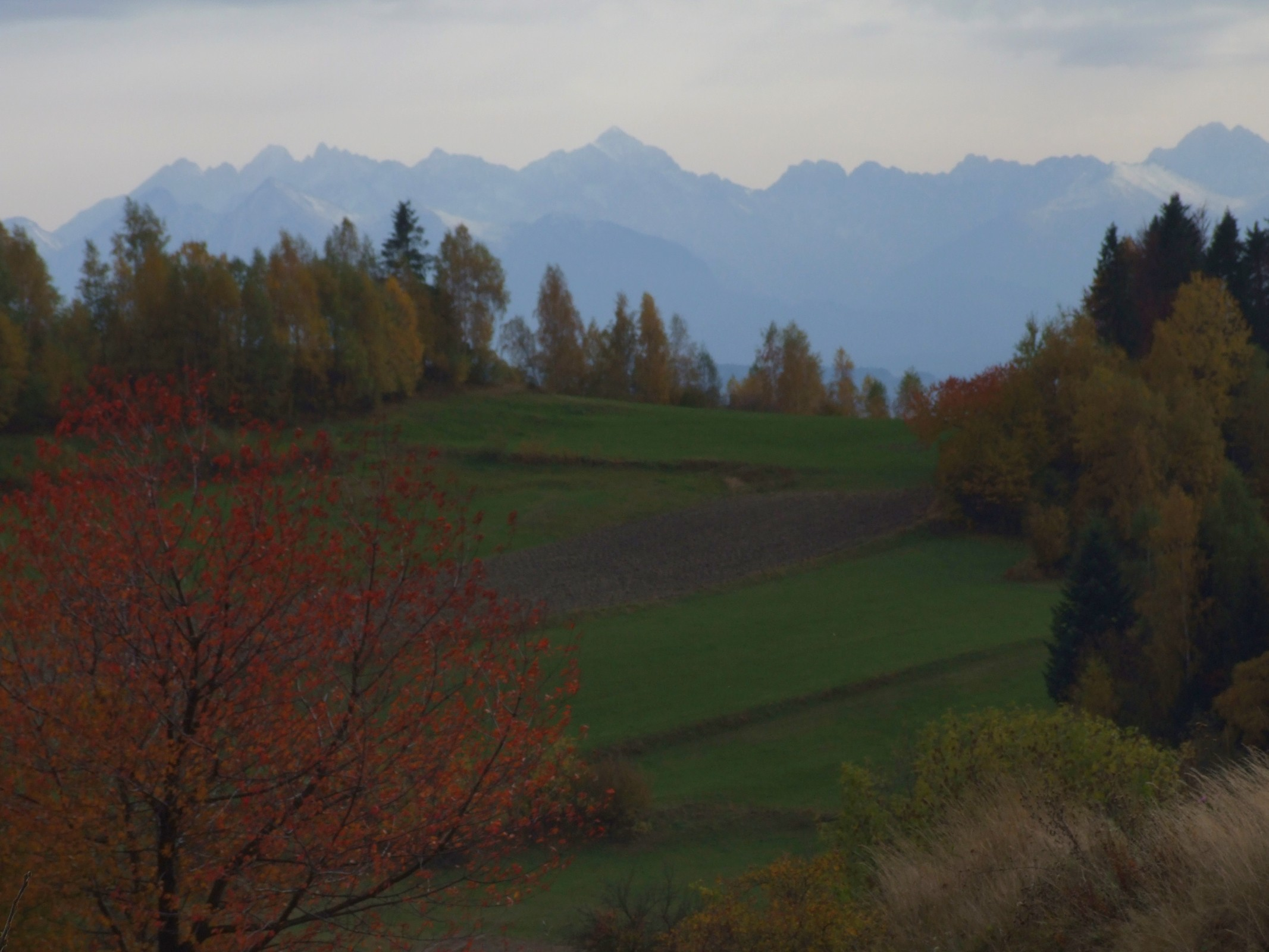
Zarębek Wyżni. Widok na Tatry

Łopuszna – wieś w gminie Nowy Targ, powiecie nowotarskim w województwie małopolskim przy drodze wojewódzkiej nr 969 z Nowego Targu do Krościenka.
W latach 1934–1954 oraz 1973–1976 miejscowość była siedzibą gminy Łopuszna. W latach 1975–1998 Łopuszna położona była w województwie nowosądeckim.

## Położenie geograficzne
Miejscowość położona jest w Kotlinie Orawsko-Nowotarskiej nad Dunajcem, u podnóża Gorców. Jej zabudowa ciągnie się wzdłuż potoku Łopuszanka w głąb Gorców. Niektóre osiedla, jak np. Zarębek Wyżni i Koszary Łopuszańskie, położone są wysoko na zboczach Gorców, odosobnione od reszty wsi.
Przez położoną na prawym brzegu Dunajca część Łopusznej płynie potok Czerwonka.

## Części wsi
| SIMC    | Nazwa          | Rodzaj    |
| ------- | -------------- | --------- |
| 0457389 | Niżni Zarębek  | część wsi |
| 0457395 | Średni Zarębek | część wsi |
| 0457403 | Wyżni Zarębek  | część wsi |
| 1049445 | Za Wodą        | część wsi |

## Zabytki
Obiekty wpisane do rejestru zabytków nieruchomych województwa małopolskiego.
- Kościół pw. Świętej Trójcy z otoczeniem;
- dwór z zespołem budownictwa drewnianego oraz ogród dworski. Dwór z ok. 1790 r. (przebudowany pod koniec XIX w.) w latach 1821–1884 należał do Leona Przerwy-Tetmajera. Obecnie jest filią Muzeum Tatrzańskiego i znajduje się w nim etnograficzne muzeum. Planowane jest utworzenie tam Muzeum Kultury Szlacheckiej.

Łopuszna znajduje się na małopolskim Szlaku Architektury Drewnianej.

## Turystyka
Atrakcyjne położenie miejscowości i baza noclegowa sprawiają, że jest ona dobrą bazą wypadową do zwiedzania Gorców. Wychodzą stąd 2 szlaki turystyczne:
 Łopuszna – Zarębek Wyżni – Bukowina Waksmundzka – polana Świderowa – Długie Młaki – Turbacz. 3.45 h, ↓ 2.35 h
 Łopuszna – obok Pucołowskiego Stawku – polana Zielenica. Czas przejścia około 2:20, ↓ 1:45 h, różnica wzniesień 490 m.

## Ludzie związani z Łopuszną
W Łopusznej dorastał, uczęszczał do szkoły powszechnej i odprawił mszę prymicyjną, a później często tu powracał ks. Józef Tischner. Na miejscowym cmentarzu znajduje się jego grób, a w centrum miejscowości budynek „Tischnerówka”, z izbą pamięci ks. Tischnera. Urodził się tu także i wychowywał jego brat Marian – profesor weterynarii. 
W latach 30. XIX w. w dworze Tetmajerów gościł poeta Seweryn Goszczyński, który wielokrotnie zwiedzał Gorce i opisał je jako pierwszy w polskiej literaturze. W 1848 r. gościł tam także Jan Kanty Andrusikiewicz, przywódca powstania chochołowskiego. W dworze bywali także bracia Kazimierz Przerwa-Tetmajer i Włodzimierz Tetmajer.
W latach osiemdziesiątych XX w. w Łopusznej spędzał wakacje filozof Mirosław Dzielski i jego żona Maria – historyczka. Oboje napisali tutaj wiele ze swoich prac. 
Z Łopusznej pochodzi także ks. Kazimierz Bukowski, rzeźbiarz i medalier Wojciech Czerwosz (1913–1986) oraz wójt gminy Nowy Targ od 1990 roku – Jan Smarduch. Mieszka tutaj córka wójta, Weronika, posłanka Sejmu X kadencji.
W Łopusznej urodził się i mieszkał do 1900 roku Jerzy Lgocki, powstaniec śląski, twórca i komendant Strażackiego Ruchu Oporu „Skała”, zamordowany w KL Neuengamme. Na miejscowym cmentarzu postawiono jego symboliczny grób.
We wsi zamieszkał aż do swojej śmierci dyrygent Kai Bumann. Został pochowany na miejscowym cmentarzu.
W Łopusznej urodził się w 1949 roku i wychował filozof i nauczyciel akademicki Jan Galarowicz.

## Sport
W Łopusznej funkcjonuje klub piłkarski „Przełęcz Łopuszna” występujący w podhalańskiej A-klasie.